# Parc Roger-Salengro (Nevers)
Pour les articles homonymes, voir Parc Roger-Salengro.
Le parc Roger-Salengro est situé à Nevers, en France.

## Localisation
Adresse : rue Henri-Barbusse (accès principal), rue de Courtenay, rue Jeanne-d'Arc, rue de Lourdes.

## Présentation
Il couvre un large emplacement de promenade. On y trouve des espaces verts, des chemins, une fontaine, un ancien kiosque et pour les enfants des jeux et un manège.

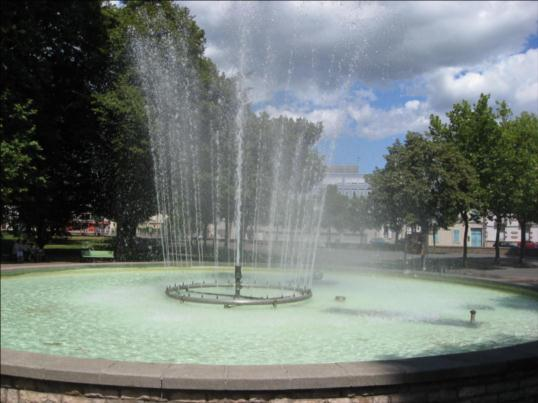
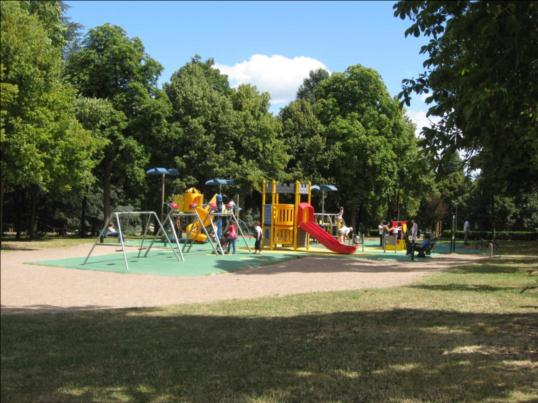
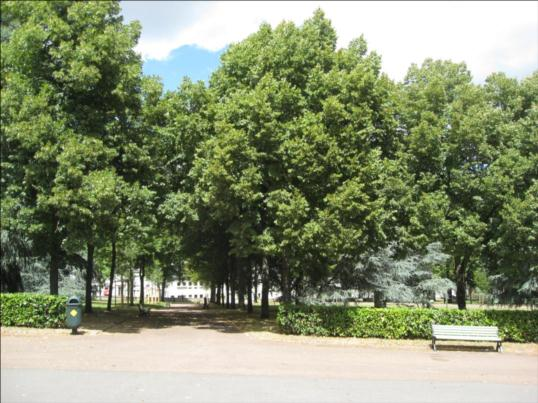
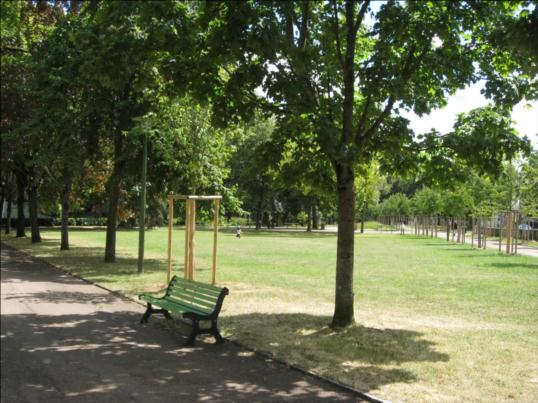
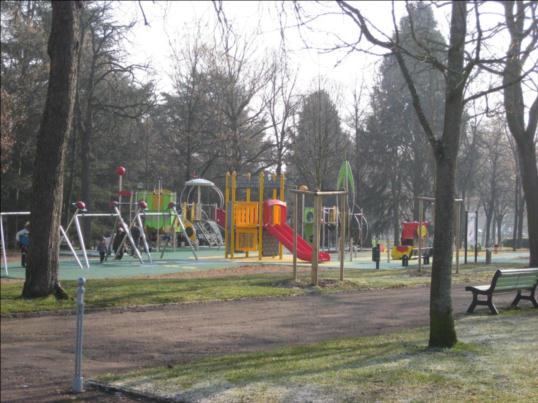
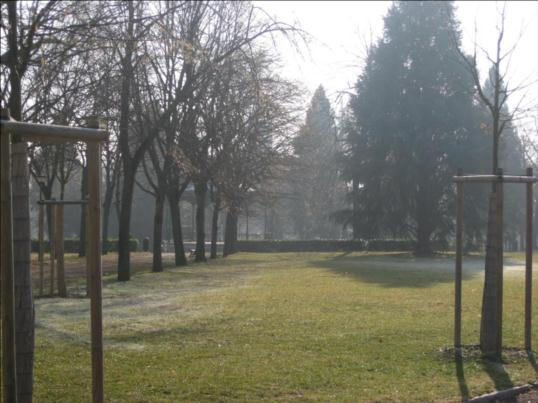